# Demografia do Benim

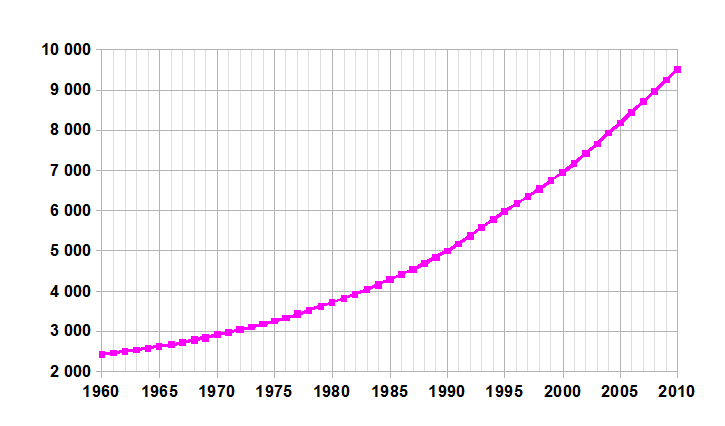
Demografia do Benim, Dados da FAO, ano 2005 ; Número de habitantes em milhares.

A maioria dos 6,59 milhões de pessoas do Benim vivem no sul do país. A população é jovem, com uma esperança de vida de 50 anos. 
Aproximadamente 42 grupos étnicos africanos vivem neste país; esses vários grupos instalaram-se no Benim em tempos diferentes e também migraram dentro do país. 
Grupos étnicos incluem:
- Iorubás no sudeste (migrado da Nigéria, no século XII);
- Dendis no centro-norte da área (eles vieram do Mali, no século XVI);
- Baribas e o fulas (Peul) no nordeste;
- Betammaribes e os Sombas na cordilheira Atacora;
- Fons na área em torno de Abomei no Sul Central; e
- Minas, xuedas e ajas (que vieram do Togo) na costa.

O francês é a língua oficial mas é falada mais nas áreas urbanas do que nas rurais. A taxa de alfabetização é 52,2% adultos do sexo masculino e 23,6% adultos do sexo feminino, e de crescimento lento. Migrações recentes trouxeram outros africano nacionais para o Benim: nigerianos, togoleses, Malianos, etc. A comunidade externa também inclui muitos libaneses e indígenas envolvidos em trocas comerciais e de comércio. O pessoal das embaixadas europeias e muitas missões de ajuda estrangeira e de organizações não governamentais e de diversos grupos missionários são responsáveis por um grande número de 5500 a população europeia.
Várias religiões são praticadas no Benim. Animismo é generalizada (50%), e suas práticas variam de um grupo étnico para o outro. Mercadores árabes introduziram Islão no norte do país e entre os iorubás. 
Missionários europeus trouxeram o Cristianismo para as zonas sul e central do Benim. Muçulmanos são responsáveis por 20% da população e cristãos por 30%. Muitos muçulmanos e cristãos nominais continuam a prática de tradições animistas. Acredita-se que vodum teve origem no Benim e foi introduzido no Brasil e as ilhas das Caraíbas por escravos tomados  desta área específica Costa dos escravos.

## Dados demográficos do CIA World Factbook

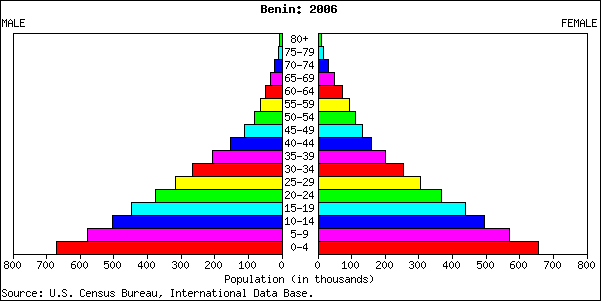
População pirâmide

### População
8,078,31
Nota: as estimativas para este país explicitamente levam em conta os efeitos do excesso de mortalidade devido à AIDS; isso pode resultar em menor expectativa de vida, maiores taxas de mortalidade e mortalidade infantil, menor população e taxas de crescimento, e mudanças na distribuição da população por idade e sexo do que seria de esperar (julho de 2006 est.)

### Estrutura etária
0-14 anos: 44,1% (masculino 1.751.709 / feminino 1.719.138)
15-64 anos: 53,5% (masculino: 2,067,248 / feminino: 2,138,957)
65 anos e mais: 2,4% (masculino 75,694 / feminino 110,198) (2006 est.)

### Idade mediana
Total: 17,6 anos
Masculino: 17,2 anos
Feminino: 18 anos (est. 2006)

### Taxa de crescimento populacional
2.73% (2006 est.)

### Taxa de natalidade
38.85 nascimentos / 1.000 habitantes (2006 est.)

### Taxa de mortalidade
12,22 mortes / 1.000 habitantes (2006 est.)

### Taxa de migração
0,67 migrante(s) / 1.000 habitantes (2006 est.)

### Proporção de sexo
No nascimento: 1.03 masculinos / femininos
Menores de 15 anos: 1,02 masculinos / femininos
15-64 anos: 0,97 masculinos / femininos
65 anos e mais: 0,69 masculinos / femininos
População total: 0.98 masculinos / femininos (2006 est.)

### Taxa de mortalidade infantil
Total: 79.56 deaths/1,000 live births
Masculino: 84.09 deaths/1,000 live births
Feminino: 74.88 deaths/1,000 live births (2006 est.)

### Esperança de vida ao nascer
População total: 53.04 anos
Masculino: 51,9 anos
Feminino: 54,22 anos (2006 est.)

### Taxa Total de Fertilidade
5,2 filhos nascidos / mulher (2006 est.)

### HIV/AIDS
Taxa de prevalência em adultos: 1,9% (2003 est.)
Pessoas vivendo com HIV / AIDS: 68.000 (2003 est.)
Mortes: 5.800 (2003 est.)

### Principais doenças infecciosas
Grau de risco: muito alto
Alimentos ou doenças transmitidas pela água: diarreia bacteriana e protozoária, hepatite A e febre tifoide
Doenças transmitidas por vetores: malária, febre amarela e outras são riscos elevados em alguns locais
Doença respiratória: meningite meningocócica (2005)

### Nacionalidade
Substantivo: beninês (singular e plural)
Adjetivo: Beninense

### Grupos étnicos

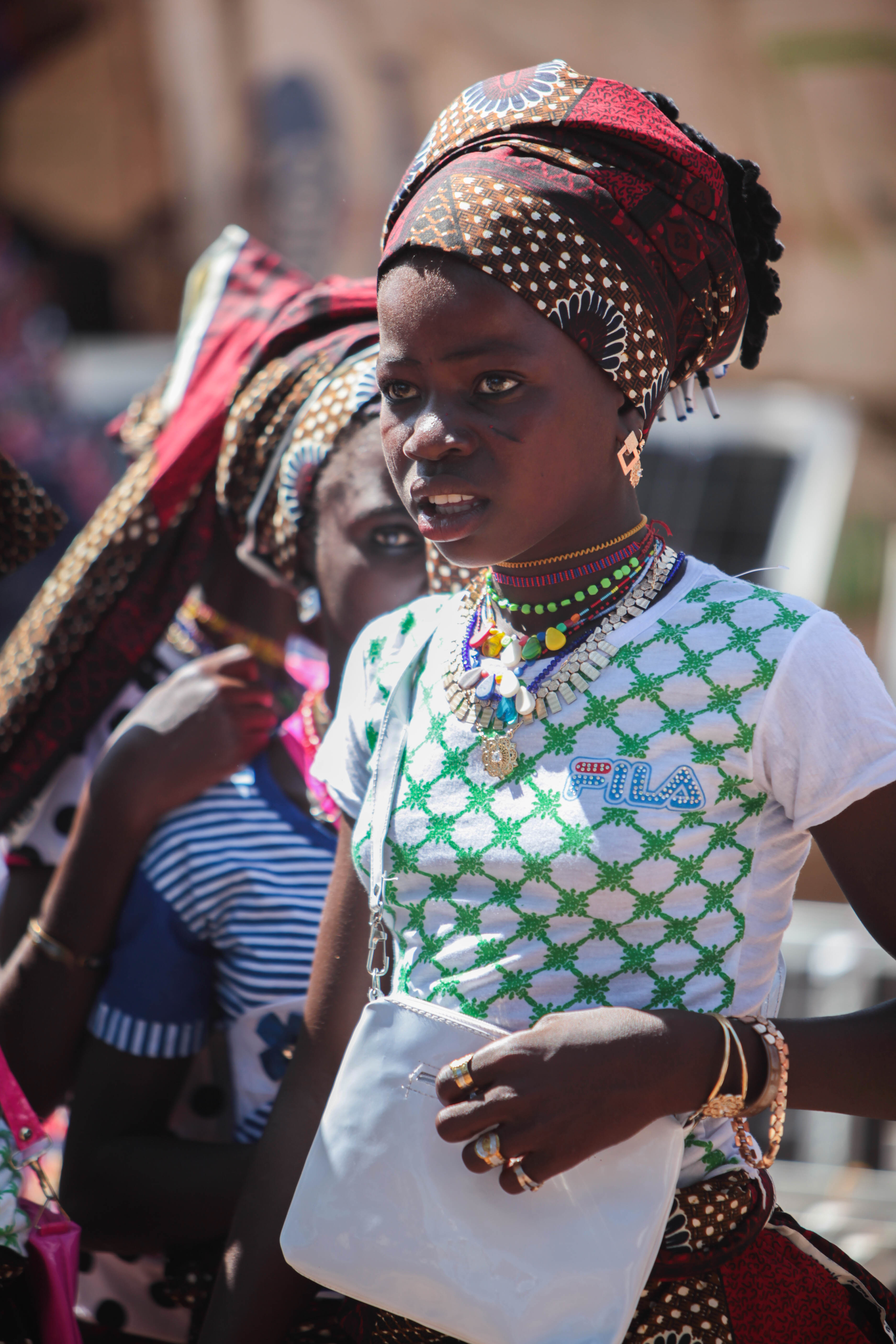
Mulher Fula.

Africano 99% (42 grupos étnicos, sendo o mais importante fons, Ajas, iorubás, baribas), os europeus 10.000

### Religiões
Crenças indígenas 50%, cristãos 30%, muçulmanos 20%

### Idiomas
Francês (oficial), fom e iorubá (vernáculos mais comuns no sul), línguas tribais (pelo menos seis principais no norte)

### Alfabetização
Definição: 15 anos ou mais pode ler e escrever
População total: 33.6%
Masculino: 46,4%
Feminino: 22,6%